# Els Pali
Els Pali és un grup de música de rumba i flamenc fusió que es crea a Andorra el 2016. Neix de la voluntat de Miguel Palacios (guitarra i veu), conegut artísticament com El Pali, d'emprendre un projecte musical propi en arribar a Andorra. De seguida s'hi afegeixen David Amat (percussió i vents) i Toni Fernández (baix i veus). Les seves cançons fusionen diferents estils musicals, com ara la rumba i el flamenc, passant pel funk, el pop i la música llatina.

## Trajectòria
El grup debuta l'any 2016 a la Festa de la Joventut d'Andorra la Vella, i aquell estiu ja actua per primera vegada al festival de música al carrer Jambo Street Music, que té lloc cada mes de juny pels carrers del barri antic d'Andorra la Vella; des d'aleshores i fins a l'actualitat Els Pali han actuat en totes les edicions del festival.
Durant l'any 2017 consoliden la seva presència als escenaris del país i s'integren en el teixit cultural i musical d'Andorra. Aquesta integració culmina amb la creació de la nadala "Per Nadal fes bondat", que va ser la felicitació de festes i la sintonia del Nadal del 2017 de la Ràdio i Televisió d'Andorra.
El 2018 la banda enregistra el seu primer disc, Mi plano privado, un àlbum d'onze temes propis en què fusionen gèneres com el reggae, la rumba o les buleries. En la gravació d'aquest disc hi col·laboren músics com Kike Pérez (bateria), Oriol Vilella (guitarra elèctrica), Sabela Simón (veu) i Jordi Barceló (vents). La cançó que dona títol a l'àlbum parla de la manera de veure el món de les persones invidents, i està dedicada a Toni Fernández, baixista del grup. La resta de cançons giren al voltant de l'amistat, l'amor, la guerra o la crisi dels refugiats, entre d'altres.
El disc es presenta a l'Auditori Nacional d'Andorra en el marc de la Temporada 2019 de l'Auditori Nacional del Govern d'Andorra, en la qual comparteixen cartell amb músics com Love of Lesbian, Niña Pastori o James Rhodes, entre d'altres.
A mesura que la banda creix, també creixen les col·laboracions amb músics d'Andorra i de Catalunya. Jordi Rodríguez (guitarra flamenca), Genís Riera (percussió i edició de so) i Suso Real (saxo), entre d'altres, són col·laboradors habituals del grup.
El 2021, Els Pali van anunciar que estaven enregistrant el seu segon disc d'estudi amb Kiko Caballero, a Hitmakerstudio, Barcelona.

## Discografia
- Mi plano privado, 2018[9][10][14]